# Будинок культури
Будинок культури — частина культурно-дозвіллєвого комплексу, до якого входять: школа, клуб, бібліотека (шкільна та публічна), та різноманітні громадські об'єднання, метою існування котрих є забезпечення культурного відпочинку населення. Система будинків культури виникла на основі уже існуючої системи "народних домів", яка існувала у царській Росії. Перетворення відбувалося під проводом Народного комісаріату просвіти РРФСР.

## Короткий опис

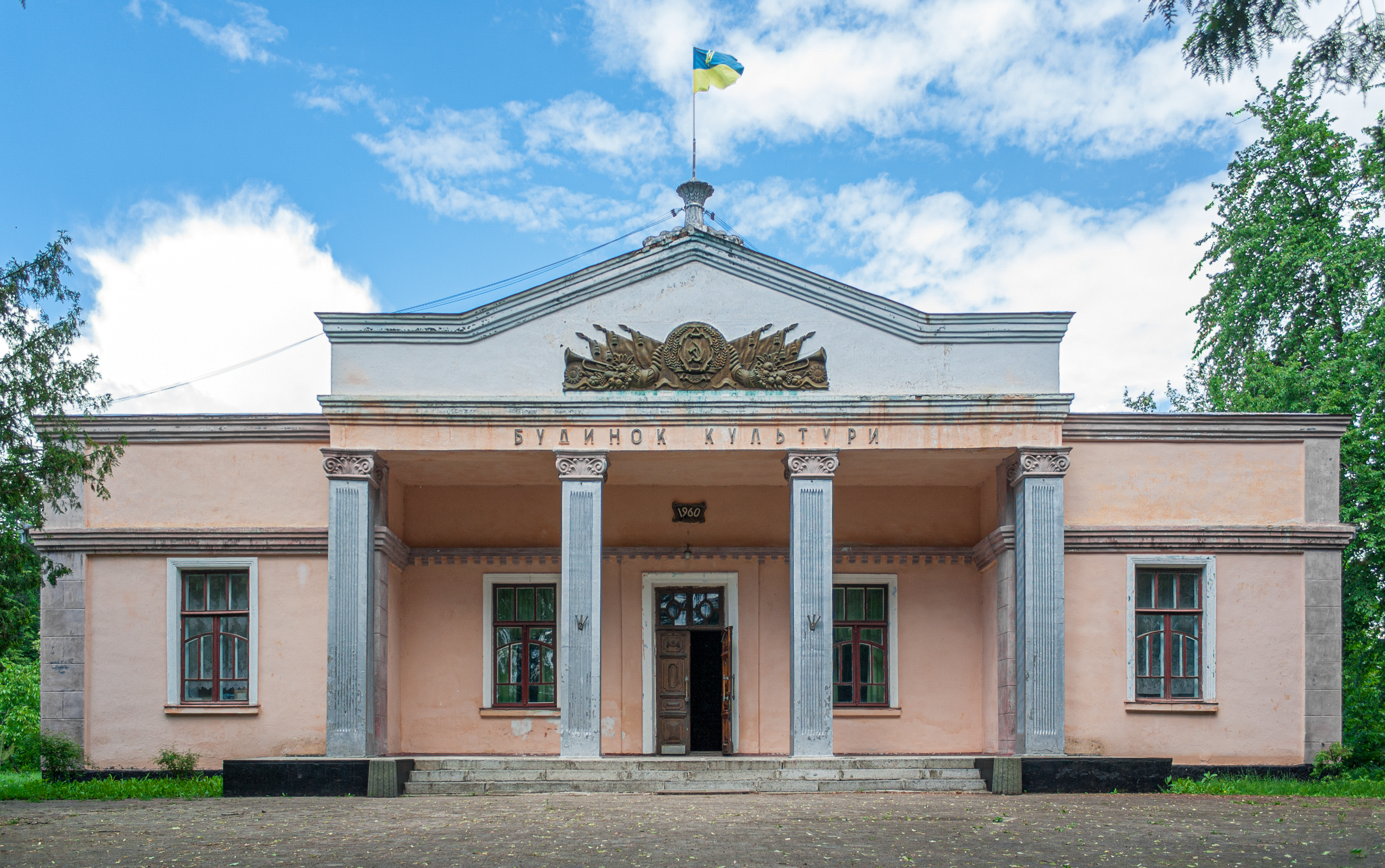
Будинок культури в селищі Верхнячка

У ранні радянські часи ця одиниця називалася клубом, але пізніше поняття клуб (клюб) та будинок культури були розмежовані.
У радянські часи будинки та палаци культури провадили масово-політичну і культурно-освітню роботу, спрямовану на комуністичне виховання і організацію дозвілля трудящих. Вони пропагували політичні, наукові та виробничо-технічні знання, організовували гуртки, виставки, кінофестивалі, сприяли розвитку народної творчості. Певною мірою будинки культури заміняли релігійні установи.
За часів незалежної України частина будинків культури була закрита через нерентабельність або приватизована. Інфраструктура будинків культури перебуває на бюджетному фінансуванні та продовжує використовуватись для задоволення культурних потреб населення. Їх функції та задачі переосмислюються відповідно до потреб сучасного суспільства.

## Класифікація
В СРСР була встановлена класифікація будинків культури в залежності від сфери обслуговування населення:
- територіальні, які знаходилися під адмініструванням Міністерства культури;
- будинки культури профсоюзів підприємств, установ, закладів освіти і інших організацій;
- будинки культури інтелігенції: будинок актора, будинок учителя, будинок інженерно-технічного робітника та схожі;
- будинки культури колгоспів і радгоспів;
- будинки офіцерів Радянської (Совєтської) армії (будинки Красної Армії, ДКА);
- палаци і будинки піонерів і школярів, палаци молоді;
- будинки народної творчості[3];
- палаци мистецтв;
- палаци спорту.

## Вплив російсько-української війни
Найчисельнішою групою об'єктів культурної інфраструктури, які зазнали пошкоджень чи руйнувань, є клубні заклади та будинки культури — 48 % від загальної кількості закладів культурної інфраструктури, які зазнали збитків. Загалом постраждали 701 клубний заклад станом на 25 квітня 2023 року.

## Палаци мистецтв в Україні
- Національний палац мистецтв «Україна» (1970)
- Львівський палац мистецтв (1987)

## Палаци спорту в Україні
- Дружба (палац спорту) (1976)
- Палац спорту (Київ) (1960)
- Локомотив (палац спорту, Харків) (2004)
- Сєвєродонецький льодовий палац (1975)
- Харківський палац спорту (1977)
- Спартак (палац спорту, Харків), також відомий як Палац водних видів спорту або Аквапарк "Джунглі"